# Luke Pearce
Luke Pearce (Pontypool, 13 novembre 1987) è un arbitro di rugby a 15 appartenente alla federazione inglese, internazionale dal 2013.

## Biografia
Gallese di origine ma cresciuto a Exeter, in Inghilterra, si formò rugbisticamente nelle giovanili dell'Exeter Saracens, arrivando a diventare il capitano della nazionale del Galles Exiles U-16, squadra giovanile dei gallesi residenti fuori dalla propria nazione.
A 16 anni iniziò ad arbitrare e, dopo 4 anni, nel 2009, fu promosso nei quadri arbitrali della RFU.
Debuttò in RFU Championship nel 2008 e due anni dopo in Premiership, il più giovane direttore di gara ad arrivare in massima divisione.
A livello internazionale il suo esordio fu nel campionato europeo 2012-14 alla direzione di Romania - Russia.
Dopo diversi anni come assistente di linea, nel 2019 diresse il suo primo incontro nel Sei Nazioni, a Edimburgo tra Scozia e Italia e successivamente fu designato arbitro alla Coppa del Mondo in Giappone.